# ملعب لانسانا كونتي
ملعب لانسانا كونتي العام هو ملعب جديد متعدد الاستخدامات في كوناكري، غينيا. تم الانتهاء منه في عام 2011، ويستخدم في الغالب لمسابقات كرة القدم وألعاب القوى ويستضيف بعض المباريات على أرضه لمنتخب غينيا الوطني لكرة القدم.